# Jusupov
L'aristocratica famiglia russa Jusupov, discendente dai khan del X secolo, nel XVIII-XIX secolo si contraddistinse per la sua fortuna economica e per la filantropia. Apparteneva a questa casata il principe Feliks Feliksovič Jusupov, che partecipò al complotto per l'omicidio di Grigorij Rasputin.

## Storia

### Origini
Nel XIV secolo un suo ascendente, Edigu, un tataro della Mangiti e stratega di Tamerlano, si stabilì sul Mar Nero, fondando l'Orda Nogai e il Khanato di Crimea. Alla morte di Edigu si susseguirono i suoi discendenti fino al XVI secolo, quando l'invasione russa di Ivan il Terribile con il Khan Yussuf, portò quest'ultimo a capo dell'Orda Nogai.
La sorella di Khan Yussuf, Sumbecca, era la regina del Khanato di Kazan' e quando il khanato fu invaso da Ivan, fu fatta prigioniera a Mosca. Quando morì Khan Yussuf ci fu un periodo in cui si avvicendarono i suoi eredi fino al XVII secolo allorché Abdul Mirza, convertito alla religione ortodossa sotto il nome di Dmitrij, fu insignito del titolo di "Principe" dallo zar Fëdor I di Russia.

### XVIII secolo

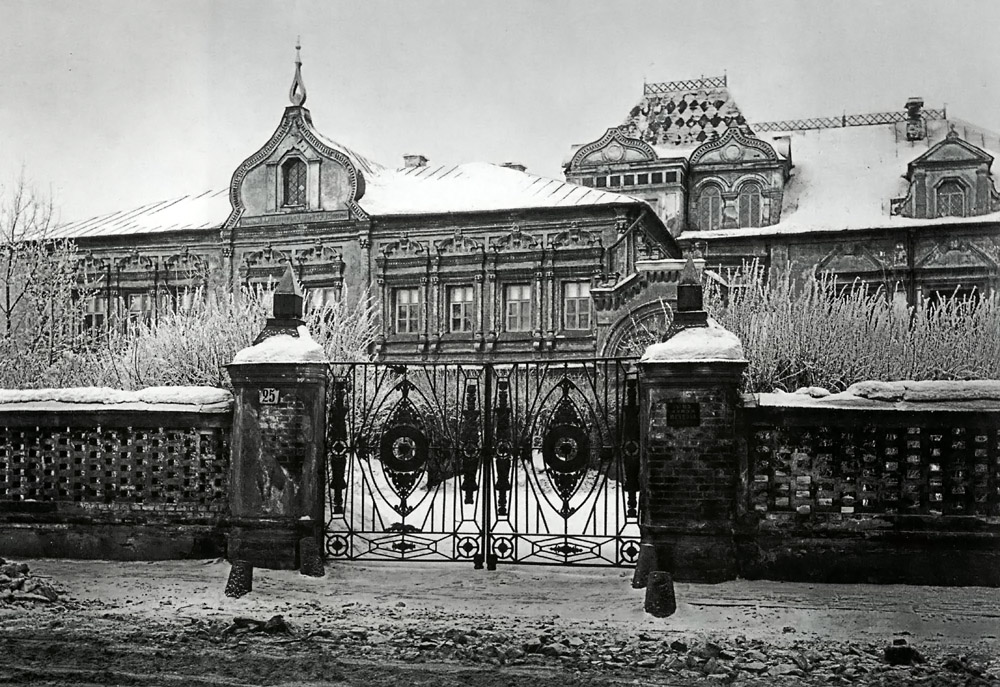
Palazzo Jusupov a San Pietroburgo, nel 1890

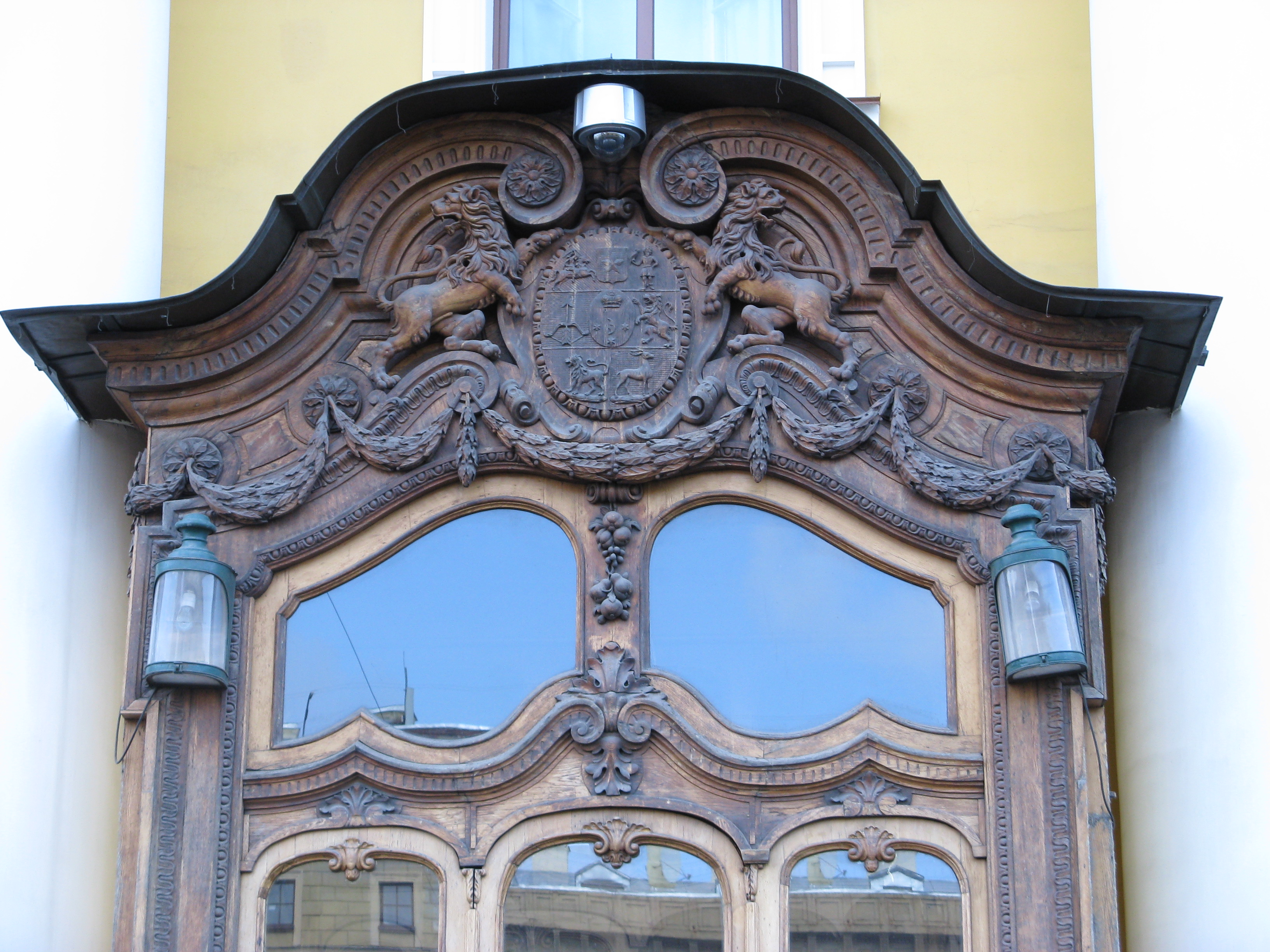
Stemma di Casa Jusupov posto sull'ingresso del Palazzo Jusupov a San Pietroburgo

Il nuovo principe Dmitrij Seyushevič Yusupov-Knyazhevo (che morì nel 1694) si sposò due volte, prima con Ekaterina Jakovlevna Sumarokova e poi con la principessa Tat'jana Fëdorovna Korkodinova; il primo figlio, principe Matvej Dmitrievič Jusupov, morì in giovane età e il principe Grigorij Dmitrievič Jusupov (17 novembre 1676 – 2 settembre 1730) ottenne il grado di generale nell'esercito russo, Ministro della difesa e fu amico di Pietro I il Grande che lo aiutò nella costruzione dell'armata navale russa. Sua moglie fu Anna Nikitična Akinfova (che morì nel 1735), sorella di Okol'ničij Nikita Ivanovič Akinfov, ed ebbero quattro figli:
- principe Boris Grigor'evič Jusupov, governatore generale di Mosca nel 1738, senatore, sposò Irina Michajlovna Zinov'eva;
- principe Grigorij Grigor'evič Jusupov, colonnello, che sposò in prime nozze la principessa Marija Petrovna Korkodinova ed in seconde la principessa Evdokija Nikolaevna Šachovskaja, senza figli;
- principe Sergej Grigor'evič Jusupov, sottocolonnello;
- principessa Marija Grigor'evna Jusupova, dama di corte dell'imperatrice Caterina I, si fece monaca sotto pressione dei fratelli.[2]

Il primogenito principe Boris studiò nella marina francese e, all'età di 20 anni, diventò consigliere dello zar. Durante il regno dell'imperatrice Elisabetta fu capo della scuola imperiale e, nel 1756, istituì il teatro pubblico a San Pietroburgo.
Ebbe cinque eredi:
- principe Nikolaj Borisovič Jusupov, senatore, ministro delle proprietà e direttore del Teatro Imperiale;
- principessa Evdokija Borisovna Jusupova, sposò in seconde nozze Pietro Biron, ultimo duca di Curlandia e Semigallia e primo duca di Sagan;
- principessa Aleksandra Borisovna Jusupova, sposò il senatore Ivan Michajlovič Izmajlov;
- principessa Elisaveta Borisovna Jusupova, sposò il principe General-maggiore Andrej Michajlovič Galicin;
- principessa Anna Borisovna Jusupova, sposò il ciambellano e senatore Aleksandr Jakovlevič Protasov, tutore di Alessandro I.[3]

Il principe Nikolaj operò alla corte di diversi sovrani, tra cui Caterina II, Paolo I e Alessandro I, del quale fu consigliere e diplomatico e, come tale, viaggiò molto in Europa: (a Versailles conobbe Luigi XVI e Maria Antonietta), in Germania e in Prussia (dove incontrò Federico II) in Austria (alla corte di Giuseppe II) e in Italia. Poliglotta, parlava cinque lingue.
Divenne appassionato d'arte tanto che ricoprì la carica di direttore del museo dell'Ermitage di San Pietroburgo e del museo del Cremlino a Mosca.  Nel 1793 sposò Tat'jana Vasil'evna von Engelhardt, nipote del principe Grigorij Aleksandrovič Potëmkin. La coppia visse a Palazzo Archangel'skoe, lussuosa residenza estiva a 20 km da Mosca. Quando mori all'età di 87 anni, gli succedette il secondo figlio principe Boris (il primogenito Nikolaj era morto in giovane età).

### XIX secolo

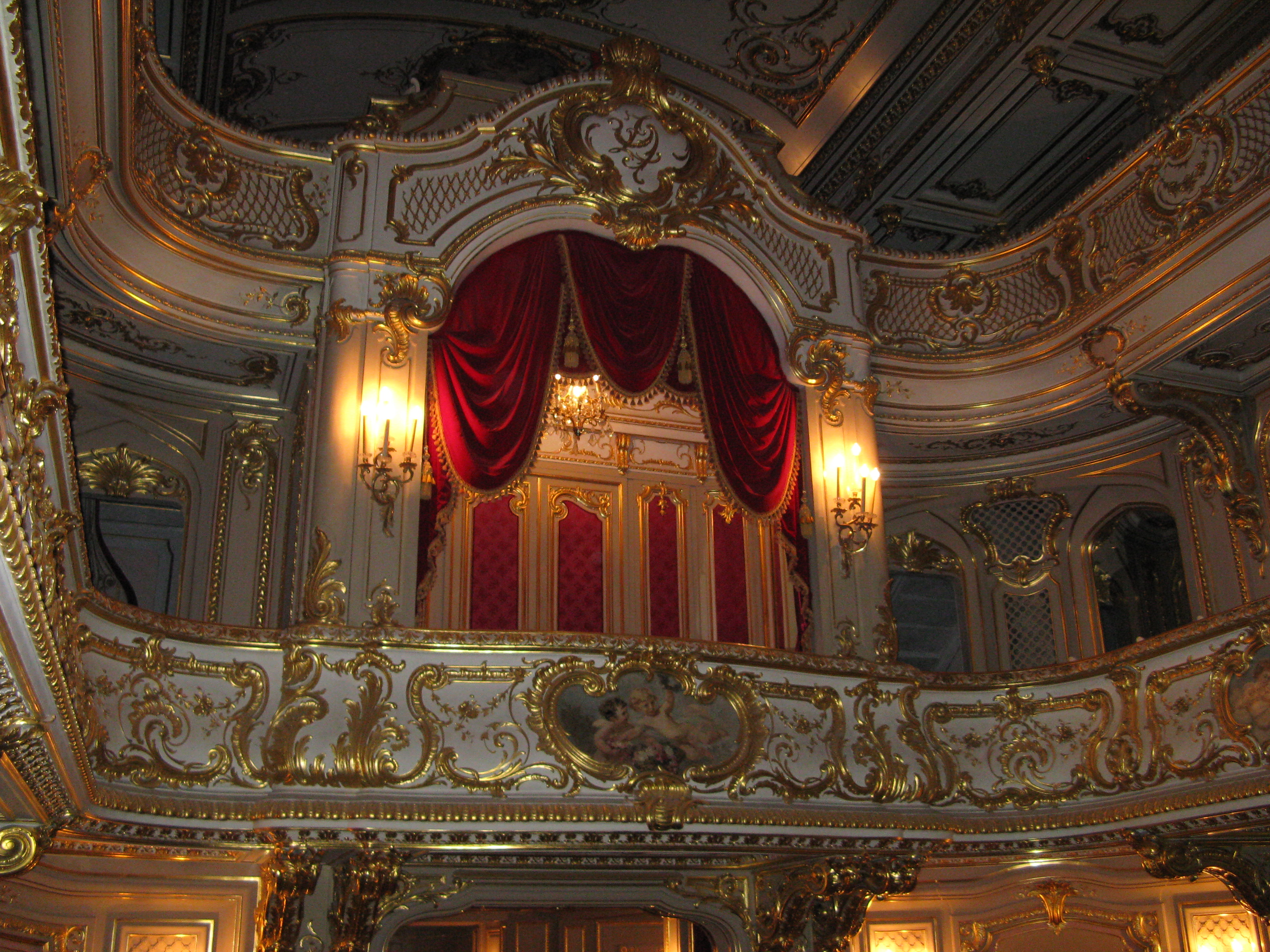
Il teatro nel Palazzo Jusupov

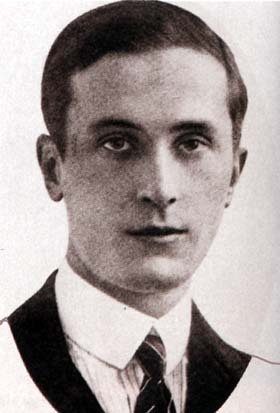
Il principe Feliks (1887-1967),
ultimo della famiglia

A 42 anni il principe Boris Nikolaevič Jusupov, alto ufficiale della Corte imperiale, ereditò un'immensa fortuna che includeva oltre 270.000 ettari di terra con oltre 40.000 servi della gleba; al contrario del padre, non era appassionato d'arte e si dedicò esclusivamente agli affari.
Con la seconda moglie Zenaida Isanovna Nariškina, contessa di Chauveau, marchesa de Serre (figlia illegittima dell'imperatore Alessandro I di Russia e della principessa polacca Maria Swiatopolka-Czetwerynskaja) e con il loro unico figlio Nikolaj, andarono a vivere a San Pietroburgo nel palazzo Jusupov, sul fiume Moika. Il palazzo Archangel'skoe fu abbandonato, gli animali dello zoo furono venduti e le collezioni rimosse. Il principe Boris morì nel 1849 e gli subentrò il figlio Nikolaj, anch'egli nominato alto funzionario della corte imperiale, appassionato d'arte come lo zio Nicola I di Russia: comprò molti gioielli, tra cui un diamante di 36 carati (7,2 g) conosciuto come il Morocco Sultan.
Trascorse diverso tempo nel sud dell'Europa per i suoi problemi di salute e servì dall'estero lo zar come diplomatico. In Europa comprò rarità che arricchirono palazzo Moika, come le collezioni di violini e quadri. Sposò la contessa Tat'jana Aleksandrovna di Ribeaupierre, una dama di corte imperiale, figlia del conte Alexandre de Ribeaupierre e Ekaterina Michajlovna Potemkina, altra nipote del principe Potemkin. Nikolaj aveva talento musicale, componeva e fu membro di diverse società musicali. Nel 1866 pubblicò un libro sulla storia della propria famiglia: "On the Family of the Yusupov Princes".
Quando morì nel 1891, gli succedette la figlia Zenaida, considerata una leggendaria bellezza del periodo. Si sposò con il conte Feliks Feliksovič Sumarokov-Ėl'ston, governatore generale di Mosca e figlio del conte Feliks Nikolaevič Sumarokov-Ė'lston. Quando il padre scomparve, al conte Feliks fu permesso dallo zar Alessandro II di fregiarsi del titolo di "Principe Jusupov e conte Sumarokov–Ėl'ston", rango che trasmise alla moglie Zenaida. Il principe Felix divenne aiutante del granduca Sergej Aleksandrovič e divenne comandante della cavalleria imperiale e nel 1914 Governatore generale di Mosca.

### XX secolo
Quando scoppiò la prima guerra mondiale, gli Jusupov detenevano oltre 40.000 ettari di terra, oltre ad industrie di zucchero, di mattoni, segherie, manifatture tessili e del cartone, miniere e distillerie, e almeno sedici palazzi e terreni. Il primogenito di Zenaida e Feliks, Nikolaj Feliksovič fu ucciso in un duello a 26 anni. L'ultimo principe di Jusupov fu il più giovane loro figlio, il principe Feliks Feliksovič Jusupov, conte di Sumarokov-Elston, divenuto famoso per essere implicato nella morte di Rasputin. Sposò Irina, nipote dello zar Nicola II.
Dopo la morte di Rasputin, la famiglia fu esiliata in Crimea, dove avevano una residenza estiva. Feliks ritornò però a San Pietroburgo durante la rivoluzione di febbraio per recuperare dal palazzo sulla Mojka gioielli e i quadri di Rembrandt e, nel 1917, lasciò definitivamente la Russia per rifugiarsi in Francia. La sorella Marija sposò un discendente del conte Nikolaj Šeremetev e i figli si spostarono poi in Grecia, garantiti dall'asilo politico. Feliks fu l'ultimo discendente maschio della dinastia: oggi sopravvivono gli eredi dell'unica sua figlia Irina.